# Prostřední Svince
Osada Prostřední Svince leží přibližně jedenáct kilometrů severovýchodně od Českého Krumlova mezi osadami Dolní Svince a Horní Svince v nadmořské výšce 537 metrů. Patří pod obec Dolní Třebonín. Název všech tří osad pochází zřejmě odvozením od původního zaměstnání svých tehdejších obyvatel, a to chovu vepřů. Původní název byl Swynycze (Prostřední Svince) a Swynyczky (Horní Svince). Osada Dolní Svince má svoji samostatnou historii a v roce 1575 byla známa jako Zlámaná Svince. Tento název se přenesl do dnešní doby a místní ji nazývají „Zlámanice“.

## Historie
Nejstarší zmínka o vsi Prostřední Svince se nachází v listině ze 2. února 1315, která byla vydána ve Zlaté Koruně. Touto listinou daroval Bavor III. z Bavorova zlatokorunskému klášteru několik vesnic a mezi nimi i ves Svince se čtyřmi poplužími (villa Zwyneitz). Darování potvrdil téhož dne světící biskup Heřman. Svince jsou označeny jako „Zwyneitz cum curia sua“, tj. Svince se dvorem téhož jména. Dne 3. července 1318 schválil darování král Jan Lucemburský.
V písemných pramenech se název osady vyskytuje nejčastěji v podobě Zerbrochene Zwintzen, Mitter Zwintzen, Brochenes Zwintzen, Zwyneizt a Prostřední Svince.
Do historie Svinců zasáhl i nejznámější český stavitel rybníků regent rožmberského panství Jakub Krčín z Jelčan a Sedlčan. Pod osadou Dolní Svince totiž založil asi kolem roku 1564 svůj první rybník a nazval jej patřičným jménem Počátek. Rybník plnil svou funkci asi do roku 1830, kdy byl zrušen. Obec Dolní Třebonín chtěla tento rybník obnovit, ale pro zamítavý přístup některých vlastníků pozemků na území bývalého rybníka se zatím tato obnova nedaří.
Roku 1924 byl zvolen obecním kronikářem Václav Sýkora. V této době vytvářely obce Prostřední Svince, Horní Svince a Holkov jednu politickou obec Prostřední Svince. Další politickou obec tvořily Dolní Svince, Milíkovice a Krasejovka.
V obci Prostřední Svince byl hostinec, kovárna, skladiště a lednice. Uprostřed návsi stála váha. Budova lednice je od roku 1952 do současné doby využívána jako hasičská zbrojnice místní jednotkou Sboru dobrovolných hasičů obce. Roku 1897 byla postavena budova jednotřídní školy. Vyučování začalo 1. listopadu 1897 a ve školním roce 1924–1925 navštěvovalo školu 32 dětí, z toho 15 chlapců a 17 dívek. Vyučování v jednotřídní škole bylo ukončeno v roce 1960. Elektrifikace osad Dolní, Horní a Prostřední Svince byla vzhledem k velké roztříštěnosti obcí provedena až v roce 1939.
Na památku 28. října 1918 byly na návsi vysazeny dvě lípy. S platností od 11. února 1943 okresní hejtmanství v Českých Budějovicích sloučilo obec Krasejovku a Prostřední Svince v jednu obec Krasejovka. Počátkem května 1945 byli Němci na ústupu. Na Holkově hlídkovala sovětská armáda a ve Svincích americká. Demarkační čáru tvořila železniční trať České Budějovice – Horní Dvořiště. Po skončení druhé světové války se obec Krasejovka opět rozdělila na obec Krasejovka a Prostřední Svince. V roce 1960 byly osady Dolní Svince, Horní Svince a Prostřední Svince přičleněny pod Místní národní výbor v Dolním Třeboníně, kam spadají do dnes. Holkov připadl k Velešínu.
V obci se zachovávala řada tradic a zvyků. 6. července se ctila památka Mistra Jana Husa, 30. listopadu chlapci práskali bičem a dospělí stříleli a vyháněli ze vsi čarodějnice. O masopustu chodili koledníci a předváděli pašijovou hru.
V obci působila letopisecká komise, knihovní rada a osvětová komise. V roce 1932 byl založen klub cyklistů „Vpřed“ a v roce 1947 sbor dobrovolných hasičů. Do současnosti pracuje pouze sbor dobrovolných hasičů, který byl po celá léta své existence vždy jednou z nejaktivnějších složek společenského dění.
Dne 10. srpna 2008 spadlo na strniště u vsi ultralehké letadlo, jehož dvoučlenná posádka havárii nepřežila.

## Současnost

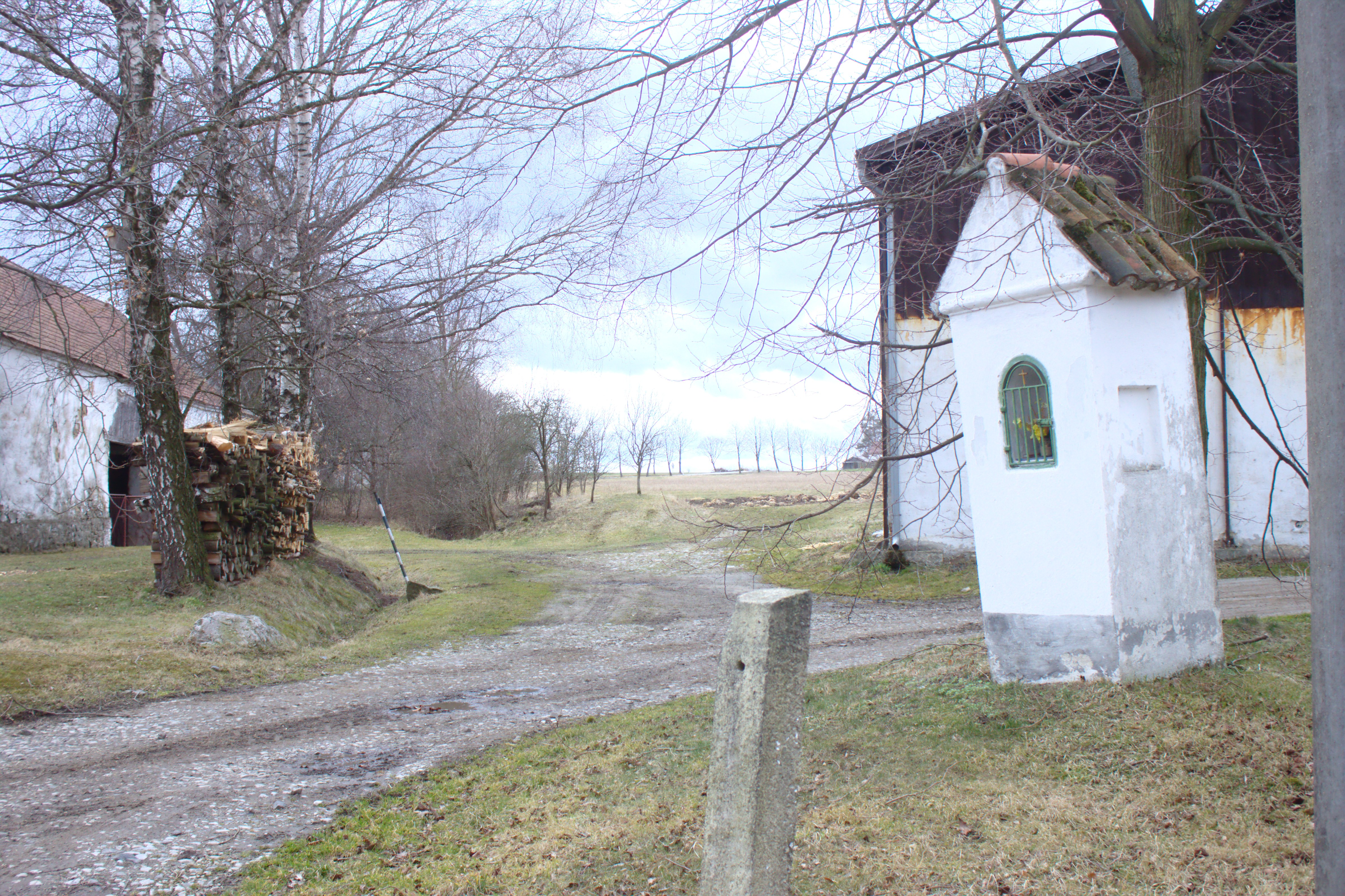
Kaplička na návsi

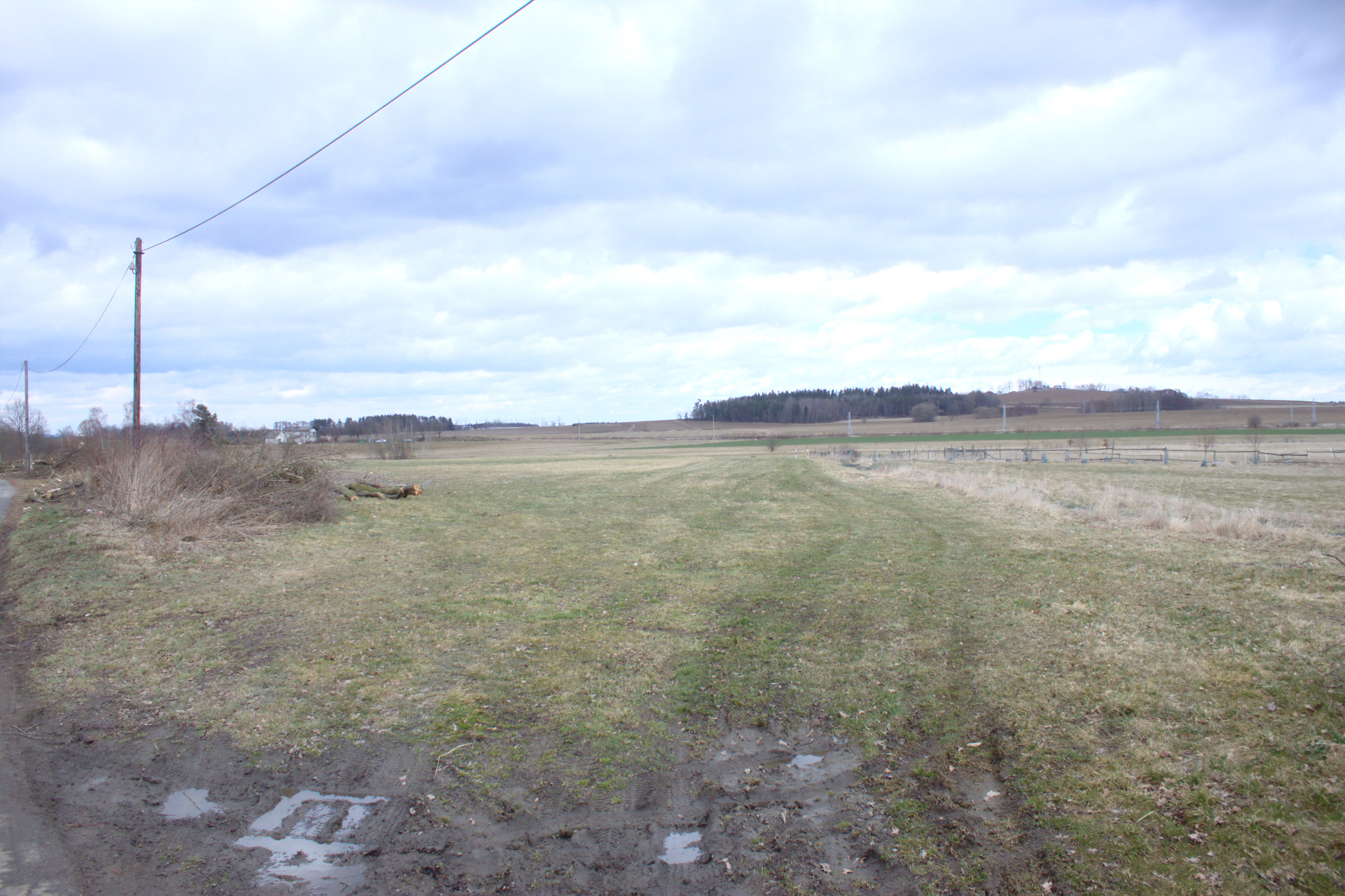
Prostor, kudy povede dálnice D3

Nedaleko vesnice probíhá výstavba dálnice D3 z Českých Budějovic na státní hranici s Rakouskem (úsek Hodějovice–Třebonín; stavba 0310/II) a přeložka silnice silnice II/155 na obchvat vesnice.

## Sbor dobrovolných hasičů
Ustavující schůze se konala 26. ledna 1947 v hostinci v Prostřední Svinci za účasti 32 členů. Ustavující schůzi řídil předseda Místního národního výboru Prostřední Svince pan Kindlmann, který přednesl návrh kandidátky a volby řídil. Prvním starostou byl zvolen pan Václav Mertl (1899) a velitelem pan František Kořenský (1902). Při založení sboru je název Hasičský sbor a nadřízený orgán Okresní hasičská jednota v Českém Krumlově a Zemská hasičská jednota v Praze. Ustavující schůze se zúčastnil bratr Hujsl z Velešína, který vysvětlil stanovy sboru. Členský příspěvek byl stanoven na 40 Kčs.
V roce 2007 slavilo Sdružení hasičů Čech, Moravy a Slezska 140 let od vzniku prvního dobrovolného hasičského sboru. Hasičský sbor v Prostřední Svinci má, i přes své relativně krátké trvání, mnoho svých tradic, které každoročně udržuje. V roce 2015 hasiči uspořádali svůj již 45. hasičský ples. Od roku 1982 pořádají pro děti a vnoučata svých členů i občanů osad Dolní, Horní a Prostřední Svince Dětský den a Táborový oheň na ukončení velkých školních prázdnin a Mikulášskou besídku. Od roku 1988 je samozřejmostí každoroční zájezd do otáčivého divadla pod širým nebem v Týně nad Vltavou. Velký podíl hasičů byl i při oslavách 600 let trvání osady Dolní Svince v roce 1983 a 680 let osad Horní a Prostřední Svince v roce 1995. K těmto příležitostem bylo zorganizováno setkání rodáků. V roce 1973 začali hasiči okrsku Dolní Třebonín pořádat pravidelnou hasičskou pohárovou soutěž o Putovní pohár MNV Dolní Třebonín. Tuto soutěž jednou za čtyři roky pořádali i hasiči z Prostřední Svince. Později začala být soutěž pořádána jen při příležitosti kulatého nebo půlkulatého výročí sboru.
Svinenští dobrovolní hasiči museli likvidovat během své existence 10 požárů na území osad Dolní, Horní a Prostřední Svince a několikrát pomáhali svým kolegům v okolí. Mezi největší požáry patřil požár garáží traktorů JZD v únoru 1969 v usedlosti čp. 9 v Prostřední Svinci, požár stohu slámy u kravína v Prostřední Svinci v srpnu 1973, požár stodoly a truhlářské dílny čp. 29 v Prostřední Svinci v srpnu 1984 a požár stodoly čp. 14 v Prostřední Svinci v červenci 1986. Mezi největší požáry, u kterých zasahovali ve svém okolí, byl požár seníku v Horním Třeboníně v červenci 1995.

## Obecní knihovna Prostřední Svince
Ve vesnici funguje obecní knihovna. V roce 1929 měla knihovna 174 knih. V roce 1930 bylo v knihovně 196 knih a využívalo ji 28 čtenářů, kteří přečetli 395 knih. Po druhé světové válce se knihovna několikrát stěhovala, byla i na Holkově.[zdroj⁠?!]